# 畠山義宣 (江戸幕府高家)
畠山 義宣（はたけやま よしのぶ）は、江戸時代後期の高家旗本。通称は庸蔵。采地は、大和国、河内国、摂津国内で3122石余。

## 略歴
高家旗本・畠山義福の次男として誕生した。兄・畠山義一の養子となる。
文化7年（1810年）11月4日、家督を相続する（表高家か?）。同8年（1811年）11月5日、11代将軍・徳川家斉に初めて御目見する。
文化11年（1814年）11月15日、高家に就任し、従五位下侍従に叙任する。文政10年（1827年）6月15日、従四位下となる。天保8年（1837年）11月15日、従四位上となる。
天保13年（1842年）7月15日、高家肝煎に就任。嘉永2年（1849）年2月25日、少将に任官する。
嘉永5年（1852年）5月10日、死去。家督は子・義勇が継いだ。

## 妻について
正妻は上杉治広の四女祇子（死別）。その婚姻に際して祇子の養祖父上杉治憲は、大名に嫁いだ姉たちを羨ましがらないように諭す手紙を認めている。後妻は祇子の妹（治広の五女）増子（死別）、本多忠顕の娘。後室は松平頼説の娘（離婚）、後妻は京極高備の娘、永井直進の娘。

## 系譜
- 父：畠山義福（1750年 - 1802年）
- 母：不詳
- 養父：畠山義一（1775年 - 1810年）
- 正室：祇子 - 上杉治広の四女、死別
- 後妻：増子（1804年 - 1825年） - 上杉治広の五女、死別
- 後妻：本多忠顕の娘
- 後室：松平頼説の娘 - 離婚
- 後妻：京極高備の娘
- 後妻：永井直進の娘